# Оґе Гей-Петерсен
Оґе Гей-Петерсен (дан. Aage Høy-Petersen, 4 листопада 1898 — 29 грудня 1967) — данський яхтсмен.
Срібний призер Олімпійських Ігор 1928 року в класі 6 метрів.